# Jacques Parisot (médecin)
Pour les articles homonymes, voir Jacques Parisot et Parisot.
Jacques Parisot, né le 15 juin 1882 à Nancy (France) et mort le 7 octobre 1967 dans la même ville, est un médecin français, considéré comme l'un des initiateurs de l'action sanitaire et sociale telle qu'on la conçoit aujourd'hui.

## Biographie

### Un parcours académique brillant
Héritier d'une lignée de médecins (son grand-père, Victor Parisot, a été titulaire de la chaire de clinique interne, son grand-oncle, Léon Parisot, titulaire de la chaire d'anatomie et de physiologie, son père, Pierre Parisot, médecin légiste renommé, son oncle, Albert Heydenreich, chirurgien et doyen de la faculté de médecine), Jacques Parisot suit leurs traces. Brillant, il « recueille déjà de nombreuses distinctions : prix de physiologie en 1902, prix de médecine en 1903, prix de l'Internat et prix Bénit en 1906. » En 1906 toujours, il est nommé chef de clinique ; en 1907, il soutient sa thèse, Pression artérielle et glandes à sécrétion interne, pour laquelle il reçoit le prix de thèse de la faculté, mais, surtout, le prix Bourceret de l'Académie nationale de médecine. Évoluant dans la grande bourgeoisie nancéienne, il épouse, l'année suivante, Marcelle Michaut, dont la famille est partie prenante des cristalleries de Baccarat. Il obtient l'agrégation de médecine générale en 1913. Son parcours promet d'être brillant, il a déjà de nombreuses publications à son actif, notamment dans le domaine de l'endocrinologie alors encore peu développé. La même année, il prend en charge le service des tuberculeux de l'hôpital Villemin de Nancy, et se retrouve ainsi confronté à cette maladie pour laquelle il n'existe alors pas de traitement. Plus habitué au travail de laboratoire, Jacques Parisot « prend ainsi conscience de l'arrière plan social des maladies. »
Mais la première guerre mondiale survient, à l'occasion duquel il fait la preuve de grandes qualités de courage, mais aussi d'humanité. La parenthèse semble l'avoir confirmé dans son intérêt pour le travail de terrain. À l'issue du conflit, il accepte d'assurer les cours de pathologie générale et expérimentale à la faculté de médecine de Nancy. En 1927, il obtient la chaire d'hygiène et de médecine préventive. En 1949, il est nommé à l'unanimité doyen de la faculté de médecine, poste qu'il occupe jusqu'à 1955, quand il prend sa retraite.
Sa carrière lui vaut d'être élevé à la dignité de commandeur dans l'ordre des Palmes académiques.
Mais dès le début des années 1920, un véritable tournant s'opère : renonçant à la recherche fondamentale, c'est vers la médecine préventive et l'action sociale qu'il s'oriente.

### Militaire courageux et «patriote»
Parmi les interventions présentées, le 14 février 1968, à l'occasion de la cérémonie solennelle à la mémoire du professeur Jacques Parisot, dans le Grand amphithéâtre de la Sorbonne, celle du médecin-général Raymond Debenedetti, membre de l'Académie nationale de médecine et alors président de la Croix-Rouge française, intitulée Le patriote, retrace le parcours d'un soldat courageux et patriote lors des deux conflits du XXe siècle. Cette section est notamment rédigée à partir de ce texte.
Mobilisé en 1914, il part comme médecin de bataillon, rattaché au 269e régiment d'infanterie. En moins d'un an, il progresse dans la hiérarchie, médecin aide-major puis médecin-major. Il a montré « sa bravoure et […] son sang-froid, […] son sens inné du commandement et de l'organisation, mais aussi […] ses qualités profondément humaines de dévouement aux blessés. » En juillet 1915, il reçoit une nouvelle affectation, dans une ambulance de front. Mais le régiment qu'il quitte lui a déjà marqué sa reconnaissance : il a reçu deux citations, et il a déjà été proposé trois fois pour la Légion d'honneur (le 9 novembre 1914 pour « belle conduite en Lorraine et pendant les combats d'Izel-les-Equerchin et de Douai », renouvelée en janvier et en mars 1915). Cette récompense lui est finalement remise en avril 1916. Pendant le reste du conflit, il consacre toute son énergie aux pathologies médicales de guerre (gelures, néphrites). Affecté à l'Ambulance Z, chargée de prendre en charge les soldats gazés, il publie de nombreuses notes sur les effets des gaz de combat, sans s'économiser, au point d'être lui-même hospitalisé. Lorsque l'Armistice survient, il est nommé médecin-consultant de la 10e armée dirigée par le général Mangin, poste dans lequel il est confronté au risque d'épidémies, le typhus exanthématique, mais, surtout, la grippe espagnole. Sa croix de Guerre 14-18 s'orne, au total, de quatre citations.
Le 16 mars 1921, il devient officier de la Légion d'honneur.
Dans l'entre-deux-guerres, sensibilisé, il milite pour que les dangers de la guerre chimique soient pris en compte. Il tente d'alerter, au travers de nombreuses conférences, ce qui lui vaut d'entrer au conseil d'administration de la Croix-Rouge française.
En 1933, il est promu au rang de commandeur de la Légion d'honneur.
Mais la seconde guerre mondiale éclate. Le 3 septembre 1939, il est nommé médecin-consultant de la 8e armée. Alors qu'il est basé en Alsace, le hasard des circonstances veut que l'offensive allemande se déclenche précisément alors que le médecin-général Pilod, son chef, est en route pour rejoindre une nouvelle affectation, et que son remplaçant n'est pas encore arrivé. Qu'importe, il fait face, et prend des « initiatives de chef », prenant la tête des formations sanitaires afin qu'elles assurent leur rôle dans la bataille. Fait prisonnier à Saint-Dié-des-Vosges, il attrape une sévère dysenterie, qui lui vaut d'être déclaré inapte à tout service : il est alors renvoyé dans ses foyers avec la croix de Guerre 39-45, ornée d'une citation.
Il s'engage alors dans la Résistance, mais est bientôt dénoncé. Alerté, il organise sa fuite, mais, inquiet des conséquences que sa disparition pourrait avoir pour ses proches et ses étudiants, « il se livre, le 4 juin 1944 à 4h du matin, aux Allemands venus l'arrêter. » Interrogé par la Gestapo, il est acheminé au camp de Royallieu, puis jusqu'au camp de concentration de Neuengamme. Le 12 avril 1945, il fait partie d'un groupe de 360 prisonniers qui sont éloignés du camp, et qui, parvenu à Prague, découvre l'effondrement des SS. Il ne rentre en Lorraine que plus d'un mois plus tard, le 18 mai 1945. Alerté, le ministre de la Guerre le propose immédiatement pour être élevé à la dignité de grand officier de la Légion d'honneur, décoration qui lui est remise par le général de Lattre de Tassigny à Nancy.
Il est élevé à la dignité ultime de grand-croix de la Légion d'honneur le 3 mars 1953.

### Hygiène, médecine préventive, action sociale, réadaptation
Convaincu de l'importance d'agir sur le contexte social pour favoriser le traitement de certaines maladies et en particulier de la tuberculose, qui constitue la cible initiale, il participe activement à la création, en 1920, de l'Office d'hygiène sociale de Meurthe-et-Moselle (OHS). L'objectif fixé à cette structure est de détecter et de prévenir les maladies, grâce, notamment, à un réseau de dispensaires qui couvre le département. Pratiquement tous les dispensaires sont installés à côté ou au sein des hôpitaux locaux, dont ils peuvent utiliser les infrastructures ; ils sont dirigés par un médecin-chef, assisté par des « infirmières visiteuses », qui bénéficient d'un statut particulier, une innovation dans la profession : elles constituent un premier modèle sur lequel sera plus tard créée la profession d'assistante sociale. Les cas graves sont acheminés jusqu'au dispensaire central Villemin, qui joue le rôle de plateforme de tri et assure leur répartition entre l'hôpital-sanatorium Villemin, le sanatorium de Lay-Saint-Christophe et le préventorium de Flavigny.
Le développement de l'OHS se poursuit au fil des années 1920, avec le soutien de partenaires locaux, de legs de particuliers, mais aussi, en 1921, de la Fondation Rockefeller, dont un membre regrette, dans un rapport de 1939, que l'exemple lorrain ne soit pas plus largement repris en France. Progressivement, d'autres pathologies sont prises en charge : syphilis, alcoolisme, mortalité infantile, cancer : la démarche consiste désormais à engager "une véritable politique de santé publique pensée à l'échelle d'un territoire". Sous son influence, la Meurthe-et-Moselle se positionne clairement en pointe, premier département à appliquer la législation sur les assurances sociales ; il milite, dès le début des années 1930, pour l'instauration de services de médecine préventive et de mutuelles pour les étudiants.
L'OHS innove également en termes de communication, en développant des campagnes de vaccination — timbre antituberculeux, BCG, etc. — et en utilisant les médias : tracts, affiches, cinéma sont mobilisés pour diffuser vers le grand public des messages de prévention, en complément de la communication scientifique assurée par la revue créée à l'initiative de Jacques Parisot, la Revue d'hygiène et de prophylaxies sociales, qui parait de 1922 à 1939.
Dès 1942, il crée la Commission de reclassement des diminués physiques, ayant eu l'occasion, lors de missions menées dans le cadre du Bureau international du travail, des séquelles liées aux accidents du travail et aux maladies invalidantes. Il y rencontre notamment Henri Poulizac, médecin conseil. En 1951, c'est encore avec lui qu'il crée une commission tripartite qui réunit la Faculté de médecine, la Caisse régional de sécurité sociale et le Centre hospitalier régional, pour étudier l'opportunité de développer un centre de traumatologie. Ce projet, discuté, aboutit finalement, le 28 novembre 1952, à l'idée d'un Institut de réadaptation sociale et professionnelle des handicapés physiques. Le 27 avril 1953, la convention tripartite créant l'Institut de réhabilitation — qui deviendra en 1957 l'Institut régional de réadaptation fonctionnelle, professionnelle et sociale du nord-est — est signée. Le professeur Louis Pierquin en est le directeur, le docteur Henri Poulizac le directeur technique. Il est cité, avec Robert Buron, Alfred Rosier, Eugène Aujaleu, André Trannoy, Suzanne Fouché et Robert Debré, comme l'une des sept personnes clefs du développement de la médecine physique et de réadaptation en France
Les résultats obtenus lui valent une reconnaissance nationale et internationale. S'intéressant aux travaux de l'Organisation d'hygiène de la Société des Nations, il devient membre de la délégation française à partir de 1929, puis, en 1937, prend la tête de l'organisation. Cela l'amène naturellement à participer, en 1945-1946, à la création de l'Organisation mondiale de la santé (il est, pour la France, le signataire de la constitution de l'organisation). En 1951, il est élu président du Conseil exécutif de l'OMS, puis, en 1956, de l'Assemblée mondiale de la santé.
En 1969, sa veuve crée la Fondation Jacques Parisot, qui remet une bourse, sur proposition des comités régionaux de l'OMS. La remise de la bourse et d'une médaille se déroule devant l'Assemblée mondiale de la santé.
Si l'essentiel de son énergie a été consacrée à la médecine préventive et à l'action sociale, Jacques Parisot a aussi influé fortement sur l'importance de la recherche. On peut ainsi le citer au nombre de ceux qui ont contribué à la mise en place de l'Institut national de la santé et de la recherche médicale (Inserm), en 1963 - un organisme qu'il a présidé quelques années -, mais également de l'Institut national de recherche et de sécurité (INRS).

## Décorations
- Commandeur de l'ordre des Palmes académiques
- Grand-croix de l'ordre de l'Étoile noire (1956)[20]

## Ouvrages de Jacques Parisot
- Jacques Parisot et Pierre Simonin, Les Vaccins et la pratique de la vaccinothérapie, Maloine, 1925
- Jacques Parisot, Les Glandes endocrines et leur valeur fonctionnelle ; méthodes d'exploration et de diagnostic, G. Doin, 1923
- Jacques Parisot, L'Organisation de la lutte antituberculeuse dans le cadre départemental. Sa réalisation en Meurthe-et-Moselle, Berger Levrault, 1928
- Jacques Parisot et A. Ardisson, La Protection contre le danger aéro-chimique, Société de secours aux blessés militaires, 1932
- Jacques Parisot, Le Développement de l'hygiène en France : Aperçu général, Impr. G. Thomas, 1933
- Jacques Parisot, Guérir est bien, prévenir est mieux : L'effort réalisé en hygiène et en médecine sociales dans le département de Meurthe-et-Moselle, Éditions de la "Revue d'hygiène et de prophylaxie sociales", 1925
- Jacques Parisot, Le Projet d'équipement national et les assurances sociales, Berger-Levault, 1934